# Phylica plumigera
Phylica plumigera är en brakvedsväxtart som beskrevs av Neville Stuart Pillans. Phylica plumigera ingår i släktet Phylica och familjen brakvedsväxter. Inga underarter finns listade i Catalogue of Life.